# Umberto Angelucci
Umberto Angelucci (geb. vor 1967) ist ein italienischer Regieassistent und Filmregisseur.

## Leben
Angelucci wirkte seit 1967 als Regieassistent. Seit 1970 war er bei allen Filmen Pier Paolo Pasolinis in dieser Funktion tätig, daneben arbeitete er mit Regisseuren wie Costa-Gavras, Mauro Bolognini und Francesco Nuti. 1989 realisierte er zusammen mit Stefano Benni seinen einzigen Spielfilm, Musica per vecchi animali, für das beide auch das Drehbuch schrieben. Die originelle Groteske fand Aufmerksamkeit bei den Kritikern, die aber auch seine Nähe zu Fernseh- und Kabarett-Konventionen bemängelten. Der Film erhielt 1989 eine lobende Erwähnung beim Festival Annecy cinéma italien.